# Angelo d'Ambrosio
Angelo d'Ambrosio (Reggio Calabria, 22 settembre 1774 – Napoli, 29 luglio 1822) è stato un generale italiano.

## Biografia
Avviato inizialmente alla carriera ecclesiastica, dimostrò ben presto la sua vocazione per la vita militare, entrando nell'accademia militare della Nunziatella. Ancora cadetto del reggimento "Re" del Regno di Napoli venne inviato da re Ferdinando di Borbone a Tolone nel 1793 a collaborare alla difesa della città contro la Francia rivoluzionaria, fatto prigioniero venne liberato solo a seguito del trattato di Campoformio.

Rientrato in patria venne chiamato, nonostante avesse solo 23 anni, a far parte dello Stato Maggiore dell'esercito e partecipò nel 1798, con il grado di capitano, alla campagna contro l'esercito francese guidato dal gen. Championnet che aveva occupato Roma.

Dopo la fuga del re in Sicilia aderì alla Repubblica Napoletana ricoprendo incarichi sia militari che diplomatici (fece parte di una delegazione a Parigi per chiedere aiuti al Direttorio).

Dopo la caduta della repubblica fuggì a Corfù per sfuggire alla repressione e fu successivamente a Padova e in altre città dell'Italia settentrionale, dove entrò in contatto con i maggiori letterati e artisti dell'epoca come Ugo Foscolo, Vincenzo Monti e Antonio Canova.
Rientrato a Napoli nel 1801 grazie ad un'amnistia si dedicò alla professione forense e solo con il ritorno dei francesi nel 1806 poté riprendere la carriera militare.

Nel 1808 partecipò, al comando di un battaglione, alla Campagna di Napoleone in Spagna. Si distinse in molti atti di valore meritandosi la Legion d'onore francese e la croce al merito del governo napoletano.

Nel 1809 tornò a Napoli, promosso colonnello da Gioacchino Murat ricoprì importanti incarichi e partecipò nel 1810 alla sfortunata spedizione per conquistare la Sicilia. Catturato dagli inglesi riuscì a fuggire da Malta. Rientrato a Napoli venne promosso generale e nominato barone da Murat.

Durante la Campagna di Russia partecipò alle operazioni di copertura della ritirata dell'armata francese, venne ferito gravemente e ricevette la nomina ad ufficiale della Legion d'onore.

Quando nel 1814 Murat abbandonò Napoleone per allearsi con Inghilterra ed Austria, D'Ambrosio combatté  vittoriosamente contro le truppe di Eugenio Beauharnais ottenendo da Murat la commenda e dall'imperatore d'Austria la Croce di S. Leopoldo. Nominato governatore delle Marche venne poi incaricato di una missione diplomatica a Vienna per perorare la permanenza sul trono di Gioacchino Murat.

Al comando di una divisione partecipò alla spedizione di Murat in Italia settentrionale dove venne ferito.
Dopo la Restaurazione venne integrato nell'esercito del Regno delle Due Sicilie e fece parte del Supremo Consiglio di Guerra.

Come murattiano aderì alla rivoluzione del 1821, guidando l'ultima resistenza delle truppe costituzionali nella fortezza sul Volturno. Il 20 marzo 1821 firmò la cessazione delle ostilità con il rappresentante austriaco. Con il ritorno del regime borbonico venne privato di ogni incarico e costretto a ritirarsi a vita privata.

D'Ambrosio scrisse la Memoria sulla difesa del Regno delle Due Sicilie (1820) e de La Campagne de Murat en 1815 (pubblicata solo nel 1899).